# Madres Cuidadoras de la Cultura Qom
Las Madres Cuidadoras de la Cultura Qom (MCCQ) "Nate‘elpi Nsoquiaxanaxanapi" es una agrupación de mujeres qom que documentan, recopilan y producen actividades y trabajos relacionados con la reconstrucción de la memoria colectiva de su pueblo, realizando un hincapié en la relación con el entorno y las proyecciones hacia el futuro en su propio idioma.
Iniciaron su trayectoria en el año 1985 junto a las Hermanas de la Fraternidad Misionera Nuestra Señora de América; Mercedes Silva, Angélica de los Santos y Susana Herrera. En 2003 se organizaron como Madres Cuidadoras de la Cultura Qom con el propósito de realizar acciones de trabajo sociocomunitario y de educación bilingüe intercultural. A partir del 2007, comenzaron a trabajar como integrantes del equipo intercultural del Departamento de Educación Inicial de la Facultad de Humanidades de la Universidad Nacional del Nordeste.

### Historia
En el año 2003 comenzaron un proyecto de rescate y promoción de su cultura acompañadas por las Hermanas Angélica; Mercedes y Susana.  Este primer proyecto surgió para evitar la deserción de niños y de niñas qom que iniciaban la escolaridad en un contexto escolar en el que las maestras criollas no hablaban la lengua qom y los contenidos para la enseñanza no eran propios a la cultura qom.
En 2007 empezaron los talleres de historia oral qom en Pampa de Indio como parte de un proyecto de extensión desde la Facultad de Humanidades, en el salón de las MCCQ. A partir de 2008, se organizó el trabajo desde el Departamento de Educación Inicial, como  un  equipo intercultural bilingüe dirigido por la Prof. Sandoval, Silvia,  y  teniendo  presente  la  formación  disciplinar  de  los  integrantes  y los principales ejes de enseñanza que sostienen el tejido de las prácticas de maternaje de las MCCQ, en las que se determinas las siguientes dimensiones:  Memoria  y  Territorio  Vivido,  Relación  con  el  Entorno Natural, y Juegos y Relatos Ancestrales. Los temas que se desarrollan en los proyectos de investigación son consensuados por  el  equipo.

### Integrantes
Las integrantes en idioma qom, se denominan Nate’elpi. El grupo originalmente estuvo compuesto por: Juana Silvestre, Amancia Silvestre, Margarita Rojas (Madre de Juana y Amancia), Emiliana Ramírez, Sofía Miranda, Lucía Peruano, Graciela Arenales, Aureliana Gonzales, Lorena García y Sonia García, Benita Lopez, Flora Nuñez, Victoria Silvestre, Felipa Coduti (hija de Victoria), Ester Silvestre, Claudia Medina, Albina Ayala, Zulma Rodríguez, Lucía Medina y Graciela Diaz.En la actualidad se han sumando otras integrantes.

### Actividades
Las experiencias sistematizadas se encuentran en publicaciones de eventos académicos (Congresos, Seminarios, Jornadas) y publicaciones de revistas, libros.  En el 2008 la Organización de Estados Iberoamericanos para la Educación, Ciencia y Cultura a través del Instituto para el desarrollo y la Innovación Educativa –IDIE- con sede en Guatemala editó el CD Relatos de Nuestras Raíces. A Través del Programa Las Puertas Abiertas de la Secretaría de Extensión General se editaron audiovisuales con las experiencias de trabajo, en particular: Madres Cuidadoras de la Cultura Qom (2009-2011), Las Prácticas de Maternaje de las Madres Cuidadoras de la Cultura Qom (2012-2013), Ciclo del Cháguar (2013), Juego del Hilo sin Fin (2015), El Zorro y los Pájaros (2016). La Facultad de Humanidades editó en el 2013 el libro “Experiencias de Educación Bilingüe Intercultural con las Madres Cuidadoras de la Cultura Qom”. 
Se difundieron las experiencias del proyecto en diversas instituciones educativas: Institutos de Educación Superior Domingo Faustino Sarmiento y San Fernando Rey y en instituciones promotoras de la cultura: Museo del Hombre Chaqueño "Prof. Ertivio Acosta" y Secretaría de la Mujer. Se han transferido los saberes generados interculturalmente en recursos educativos como etnojuguetes; juegos de tablero, CD interactivos, piezas de alfarería y cestería, láminas con toponimias. Todos ellos son materiales puestos en valor en el Museo del Hombre Chaqueño y de modo itinerante en la Universidad Nacional del Nordeste. Han realizado asesorías técnicas en el Programa Pueblos Indígenas, en Vialidad de la Provincia del Chaco y Norte Grande Vial durante los años (2012-2014) en el marco del proyecto de la Ruta de la Cultura Qom.